# 루이스 카를루스 두스 산투스 마르틴스
루이스 카를루스 두스 산투스 마르틴스(Luis Carlos dos Santos Martins, 1984년 6월 19일 ~ ) 혹은 마라냥(Maranhão)은 브라질 국적의 공격수이다.

## 클럽 경력

### 울산 현대 축구단
2012년 반포레 고후에서 도쿄 베르디로 왔던 임대가 만료되어 반포레 고후로 복귀 한 후에 다시 임대로 울산 현대 축구단에 입단하였다. 울산 현대 축구단에서 생활하면서 선발보다는 벤치에 있다가 교체 출전을 하면 좋은 활약을 보여 "특급 조커"라고 불리게 되었다. 특히 AFC 챔피언스리그 2012에서 많은 활약과 골을 선보여 팀을 AFC 챔피언스리그 2012 우승을 이끈다. 시즌이 끝나고 임대가 만료되어 원 소속팀으로 복귀하게 됐다.

### 제주 유나이티드 FC
2013년 2월 25일 제주 유나이티드가 일본 전지 훈련에서 부상 당한 공격수들의 공백을 채우기 위해서 마침 울산 현대 축구단와의 임대가 끝나 원 소속팀으로 돌아간 상태에서 대전 시티즌과 계약이 성사될 뻔한 것을 제주 유나이티드가 하이재킹함으로써 1년 계약을 맺고 제주 유나이티드로 이적하여 그 해 7골 7도움을 기록하였다. 2014년 계약이 만료되자 제주 유나이티드와 다시 재계약을 하게 되지만 제주 유나이티드가 새 수비형 미드필더를 원하던 때에 평소 눈 여겨 본 후안 에스티벤을 영입하게 되면서 결국 재계약 한지 얼마 되지 않아서 계약 해지되었다.

### 강원 FC
2016년 여름 강원 FC로 이적하며 K리그에 복귀하였다.
11월 5일 부천 FC 1995와의 플레이오프서 후반 막판 극장골을 기록하며 강원의 승격플레이오프 진출에 공헌했다.
2017시즌을 앞두고 미얀마 내셔널리그소속의 제과빈 유나이티드로 이적했다.